# Aeroportul Ulanhot
Aeroportul Ulanhot (IATA: HLH, ICAO: ZBUL) este un aeroport din Mongolia Interioară, Republica Populară Chineză ce deservește zona Ulanhot⁠(d). Aeroportul a fost tranzitat în 2022 de 477.595 de pasageri.
Aeroportul dispune de o singură pistă.